# Jean-Pierre Brisset

Jean-Pierre Brisset als Fürst der Denker vor dem Pariser Panthéon am 13. April 1913

Jean-Pierre Brisset (* 30. Oktober 1837 in La Sauvagère, Orne; † 2. September 1919 in La Ferté-Macé) war ein französischer Schriftsteller, Erfinder und Linguist.
Brisset ist ein Heiliger des pataphysischen Kalenders und wurde 1940 von André Breton in die Anthologie des Schwarzen Humors aufgenommen. Sein Werk übte auf Marcel Duchamp einen bedeutenden Einfluss aus.

## Leben
Er verbrachte seine Kindheit in der Kommune La Sauvagère im Départment Orne im Nordwesten Frankreichs. Im Alter von zwölf Jahren musste er die Schule verlassen, um seinen Eltern bei der Feldarbeit zu helfen. Mit fünfzehn Jahren sollte er in Paris Pâtissier werden. Aufgrund einer zweijährigen Erntekrise bald wieder entlassen, verpflichtete sich Brisset 1855 zu siebenjährigem Militärdienst und nahm noch im selben Jahr am Krimkrieg teil. 1859 wurde er während des Italien-Feldzuges Napoléons III. in der Schlacht bei Magenta am Bein getroffen und nutzte die Zeit der Genesung, um Italienisch zu lernen. Im Deutsch-Französischen Krieg wurde er als Unterleutnant des fünfzigsten Infanterieregiments in der Schlacht von Sedan am Kopf verwundet und als Kriegsgefangener nach Magdeburg verbracht. Dort eignete er sich rasch die deutsche Sprache an.
1871 veröffentlichte er eine Schwimmlehre (La Natation ou l'Art de nager), trat aus dem Militärdienst aus und ließ sich in Marseille als Schwimmlehrer nieder, wo er ein Patent für einen Schwimmgürtel anmeldete, der sich als kommerzieller Misserfolg erwies. Er kehrte nach Magdeburg zurück, wo er fünf Jahre lang als Sprachlehrer arbeitete und 1874 auf eigene Kosten eine Methode zur Erlernung der französischen Sprache veröffentlichte.
1876 trat er in Paris wieder der Armee bei, kündigte aber schon im darauffolgenden Jahr den Dienst aus Protest gegen die Auflösung der mehrheitlich republikanischen Abgeordnetenkammer durch Patrice de Mac-Mahon. Er meldete ein Patent für eine kalligraphische Schablone an und arbeitete erneut als Sprachlehrer. In der Hoffnung, sich einen Namen als Linguist zu machen, veröffentlichte er 1878 eine französische Grammatik (La Grammaire logique).
1879 trat er zunächst in Orchies, ein Jahr später dann in Angers Saint-Serge die Stelle eines Aufsichtskommissars der staatlichen Eisenbahn an. 1883 widerfuhr ihm während der Arbeit an einer Neuauflage der Grammaire logique eine Offenbarung: Der Mensch stammt vom Frosch ab, die Analyse der Sprache beweist es.
1890 veröffentlichte er Le Mystère de Dieu est accompli und hielt Vorträge in Paris über seine Entdeckung der amphibischen Ursprünge des Menschen. 1895 wechselte er zum Personenbahnhof Saint-Laud d’Angers und wurde infolge einer verbalen Auseinandersetzung mit einem ehemaligen Mitarbeiter nach L’Aigle im Département Orne versetzt. Zu Beginn des Jahres 1900 ließ er in den Pariser Boulevards ein Flugblatt im Format einer Tageszeitung mit dem Titel La Grande Nouvelle verteilen, das die Veröffentlichung seines Werks La Science de Dieu ankündigte.
1904 trat er in den Ruhestand und veröffentlichte 1906 die bibelexegetische Studie Les Prophéties accomplies über das Buch Daniel und die Offenbarung des Johannes. Auch hielt er erneut Vorträge in Paris sowie in La Ferté-Macé. Die Reaktionen des Publikums enttäuschten ihn.
1912 entdeckte der Schriftsteller Jules Romains zwei seiner Werke und beschloss, mit Anspielung auf die damals modischen Literaturpreise eine Wahl zum Fürsten der Denker zu organisieren, aus der Brisset am 6. Januar 1913 mit klarer Mehrheit als Sieger hervorging. Im Rahmen eines von Romains und seinen Freunden – unter ihnen Max Jacob und Guillaume Apollinaire – am 13. April 1913 veranstalteten Tages zu Ehren des Fürsten der Denker  hielt Brisset unter anderem vor dem Panthéon eine Rede. Vor dem Denker Rodins stellte er fest, dass man nicht nackt sein müsse, um zu denken.
Brisset vererbte Jules Romains sein Vermögen, mit dem dieser bis 1939 ein alljährliches Gedenkessen veranstaltete.

## Wirkung
Als Fürst der Denker wurde Brisset weiten Kreisen der Pariser Künstler und Intellektuellen bekannt. Ezra Pound etwa erwähnt ihn in einem seiner Cantos:
"And they elected a Prince des Penseurs

Because there where so damn many princes,

And they elected a Monsieur Brisset

Who held that man is descended from frogs [...]"
In einem 1946 mit James Johnson Sweeney geführten Gespräch äußerte sich Duchamp über den Einfluss Roussels und Brissets auf sein Werk folgendermaßen:
"Brisset und Roussel waren die zwei Männer, die ich in jenen Jahren am meisten bewunderte wegen ihres Phantasiedeliriums. Jean-Pierre Brisset wurde von Jules Romains durch ein Buch entdeckt, das er an den Seineufern aus einer Kiste pickte. Brissets Werk war eine philologische Analyse der Sprache – eine Analyse, die mit Hilfe eines unglaublichen Netzes von Wortspielen ausgearbeitet war. Er war eine Art Zöllner Rousseau der Philologie. Romains machte ihn bei seinen Freunden bekannt und diese – wie etwa Apollinaire und seine Kumpane – veranstalteten eine offizielle Feier, um ihn vor Rodins Denker vor dem Panthéon zu ehren, wo er als 'Prince des penseurs' begrüßt wurde. 

Aber Brisset war einer der wahren Leute, die gelebt haben und die vergessen werden."
Für Michel Foucault schließlich gehörte Brisset zu „jener Schattenfamilie, die das aufgesammelt hat, was die Linguistik in ihrer Entstehung erbenlos zurückließ. Der angeprangerte Plunder an Spekulationen über die Sprache sollte in diesen frommen, erpichten Händen zu einem Schatz des literarischen Sprechens werden“.

## Zitate
„Das Wasser hat alles erschaffen, selbst die Sprache, die aus Wasser besteht, insofern jedes Wort, das ausgesprochen wird, einen Ausstoß von Wasserdampf hervorbringt.“
„Der Klang der Stimme und die Modulation des Gesangs des Frosches haben bereits etwas Menschliches. Seine Augen, sein Blick ähneln den unseren; und kein Tier besitzt eine körperliche Anmut von der Ferse bis zum Hals, die es so sehr dem menschlichen Körper annähern würde; wenige Menschen, selbst die jungen, sind so elegant.“
„Da die Wahrheit am leichtesten bekannt wird, wenn der Mensch spricht, ohne Herr seiner Rede zu sein, ist es interessant zu wissen, was die Verrückten sagen.“
„Im Alter von elf Jahren hatten wir einen Frosch überrascht und mit der Bosheit des Bengels zerquetschten wir ihn mit einem Holzstiel, den wir gegen seinen Bauch drückten, als das arme Tier, das auf einmal seine Arme und Beine ausstreckte, uns in sprachloses Erstaunen versetzte. Wir bückten uns, um besser zu sehen: Man hätte gesagt ein Mensch, ging uns durch den Kopf, und wir machten uns verwundert davon, sehr nachdenklich, und bereuten unsere Barbarei.“

## Werkausgaben
- Œuvres complètes, réunies et préfacées par Marc Décimo, Dijon: Les presses du réel, 2001.
- Jean-Pierre Brisset. Fürst der Denker: Eine Dokumentation, Berlin: zero sharp, 2014 [enthält Texte Brissets, eine biographische Einleitung, zeithistorische Dokumente sowie Essays von Marc Décimo und Michel Foucault].